# Raphaël Pitti
Raphaël Pitti, né en 1950 à Oran (Algérie française), est un médecin anesthésiste-réanimateur, formateur en médecine de guerre et en médecine d'urgence de catastrophe, et humanitaire français.

## Biographie
Raphaël Pitti est issu d'une famille italienne ayant fui Mussolini ; il naît en Algérie en 1950. En 1962, une partie de sa famille fuit la guerre d'Algérie pour la France, où il effectue ses études de médecine,.

### Carrière professionnelle
Diplômé de médecine en 1978, il exerce comme médecin militaire, y compris en Yougoslavie, au Liban et pendant la guerre du Golfe. Après 28 années de service, alors qu'il est médecin chef des services de classe normale, Raphaël Pitti prend sa retraite militaire et devient chef de service en réanimation dans une clinique de Nancy, jusqu'en 2014,,,,,.

### Engagements et prises de positions
Il se fait connaître pour son travail humanitaire en Syrie, où se rend plus d'une vingtaine de fois, notamment pour former, via l'ONG Union des organisations de secours et soins médicaux (UOSSM), des médecins syriens à la médecine de catastrophe et à la médecine de guerre,. Raphaël Pitti milite également pour l'acheminement d'aide humanitaire jusqu'aux populations syriennes, y compris pour les personnes déplacées et vers les zones civiles assiégées,. Il est interrogé à propos des attaques chimiques dont ses collègues sont témoins et que l'UOSSM a contribué à démontrer,.
Dès septembre 2016, il apporte son soutien à Emmanuel Macron. En 2017, il est décoré officier de la Légion d'honneur par la première promotion du quinquennat de ce dernier. Il renonce à ce titre peu après, en signe de protestation contre le désengagement de l’État dans l'aide aux migrants et le traitement qui leur est réservé en France,.
Il est conseiller municipal de Metz en charge de l’humanitaire et de l’urgence social et sanitaire, et candidat au élections législatives de 2022 sous l'étiquette Énergies Citoyennes 
En avril 2022, Raphaël Pitti ouvre un centre de formation à Lviv pour les soignants ukrainiens qui font face à la guerre, pour y former en priorité les secouristes qui interviennent sur le terrain, puis les médecins, infirmiers et chirurgiens qui interviennent à l'hôpital,. En un an, un millier de soignants ukrainiens y ont été formés à la médecine de guerre.
En février 2023, au côté d'autres spécialistes, il fustige l'absence de prise de conscience de l'ampleur de la catastrophe humanitaire résultant des séismes du 6 février en Turquie et Syrie, et de l'inaction humanitaire, y compris au niveau de l'ONU.
Il est le responsable de formation et administrateur de l'ONG humanitaire Mehad (anciennement UOSSM : Union des Organisations de Secours et Soins Médicaux),, qui apporte des soins de santé aux populations touchées par la guerre en Syrie, en Ukraine, en Palestine ou au Yémen.
Membre de Place publique de 2018 à 2020, il est investi candidat pour le Nouveau Front populaire dans la cinquième circonscription des Hauts-de-Seine pour les élections législatives de 2024. Il est battu par la candidate Ensemble, Céline Calvez.

## Décoration
- Officier de la Légion d'honneur[6]

## Publication
- Rapahël Pitti, Va où l'humanité te porte : un médecin dans la guerre, Tallandier, mars 2018[2]